# Johannes Daniel Mylius
Johannes Daniel Mylius  oder Johann Daniel Mylius (* Mai 1585 in Gemünden (Wohra); † nach 1631) war ein deutscher Theologe, Arzt, Alchemist (Iatrochemie) und Musiker.

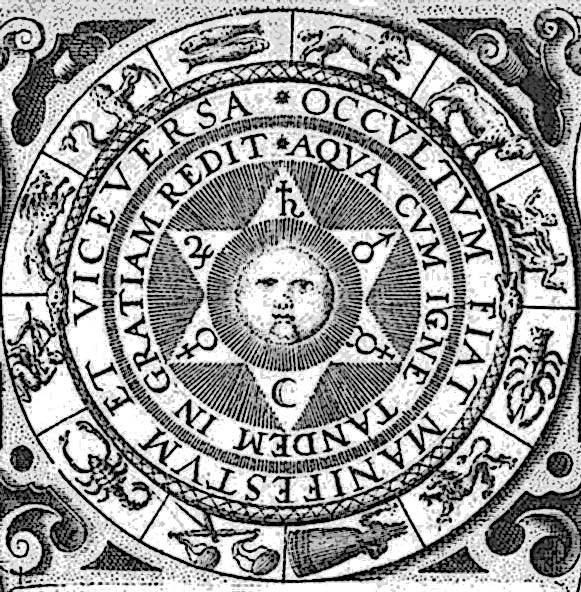
Astrologische Symbole aus dem Opus medico-chymicum 1618

## Leben
Mylius, getauft am 24. Mai 1585, war der Sohn eines Pfarrers und die Familie besaß die Walkmühle in Wetter bei Marburg. Er studierte ab 1596 am Pädagogium in Marburg und war dann Verlagslektor (Korrektor) und Hauslehrer in Frankfurt am Main. 1612 studierte er mit Erlaubnis des Landgrafen Moritz der Gelehrte Chemie in Gießen und dann Medizin in Marburg bei Heinrich Petraeus mit dem Lizenziat 1616. Danach war er wieder Verlagslektor in Frankfurt und begann mit der Veröffentlichung eigener medizinisch-pharmazeutisch-alchemistischer Schriften (Opus medico-chymicum, 1618 bis 1630, Antidotarium medico-chymicum reformatum 1620, Philosophia reformata 1622, Anatomia Auri 1628, Pharmacopoea Spagyrica 1628). Nebenher spielte er Laute in der protestantischen Barfüßerkirche in Frankfurt. 1622/23 war er in Kassel beim Landgrafen Moritz, für den er alchemistische Experimente durchführte, es ist aber anscheinend nicht zu einer dauerhaften Verbindung mit dem Landgrafen gekommen. Aufgrund einer alchemistischen Schrift, die er dem Winterkönig Friedrich V. (Pfalz) widmete musste er Frankfurt einige Zeit verlassen. Er promovierte in fortgeschrittenem Alter 1625 in Medizin (wo genau ist nicht bekannt). 1628 wird er Leibarzt des katholischen Erzbischofs von Trier. Nach 1632 gibt es keine Nachrichten von ihm.
In seinem umfangreichen dreibändigen Opus medico-chymicum findet sich im zweiten Band eine Behandlung der Iatrochemie. Auf weite Strecken kopiert er dabei Andreas Libavius und dessen Alchymia (1597). Es gibt darin auch genaue Abbildungen chemischer Geräte wie Destillierapparate und Öfen, auch im industriellen Maßstab. Zusätzlich lässt er aber auch einfließen, was er bei Johannes Hartmann, einem Professor für Iatrochemie in Marburg (und ab 1621 in Kassel), der auch sein Schwager war, gelernt hatte. Seine Philosophia reformata von 1622 enthält allegorische alchemistische Symbole (übernimmt aber viel aus einem Buch De arte Chymica von 1572).
Er schrieb auch ein theologisches Buch (Christliche reformierte Theologia 1621, mit dem Ziel der Vereinigung von Calvinisten und Lutheranern) und veröffentlichte eine Sammlung Lautenstücke (Thesaurus gratiarum. Frankfurt am Main 1622) in französischer Tabulatur.